# توم باروخ
توم باروخ (بالإنجليزية: Tom Baruch)‏ هو محامي أمريكي، ولد في 26 نوفمبر 1938 في نيويورك في الولايات المتحدة.